# Ron Richards
Ronald „Ron“ Richards (* 5. Juni 1963 in Oshawa) ist ein ehemaliger kanadischer Skispringer.

## Werdegang
Richards bestritt am 30. Dezember 1979 sein erstes Springen im Skisprung-Weltcup. Bei der Vierschanzentournee 1979/80, an der er damit teilnahm, blieb er jedoch weitgehend erfolglos und landete meist auf den hinteren Plätzen. Auch zu den Tourneen 1980/81 und 1981/82 konnte er keine vorderen Platzierungen erzielen. Erst am 24. Januar 1982 erreichte er in Thunder Bay mit dem 10. Platz von der Großschanze seine ersten Weltcup-Punkte. Bei den Nordischen Skiweltmeisterschaften 1982 in Oslo sprang Richards auf der Normalschanze auf den 34. Platz und auf der Großschanze auf den 20. Platz. Im Teamspringen erreichte er gemeinsam mit Horst Bulau und Steve Collins den 5. Platz.
Im Januar 1983 konnte er in Lake Placid erstmals in beiden Springen unter die besten Zehn springen und erreichte den 4. und 5. Platz. Die Vierschanzentournee 1983/84 verlief hingegen erneut erfolglos. Trotz dieser schwachen Leistungen wurde er kurz darauf für Olympia nominiert.
Bei den Olympischen Winterspielen 1984 in Sarajewo sprang Richards auf der Normalschanze auf den 29. Platz und landete von der Großschanze auf dem 25. Platz. Nach den Spielen konnte er in Lahti noch einmal in die Top 10 springen und erreichte am Ende der Saison 1983/84 den 49. Platz in der Weltcup-Gesamtwertung.
In den folgenden vier Jahren hatte Richards mit stark wechselnden Ergebnissen zu kämpfen. So wurde er zu den Nordischen Skiweltmeisterschaften 1985 in Seefeld in Tirol nur für das Springen auf der Großschanze aufgestellt und erreichte dort den 30. Platz. Am 15. März 1986 errang er beim Pacific-Rim-Cup (dem Gegenstück zum Skisprung-Europacup für Athleten aus Asien und Amerika) in Thunder Bay seinen einzigen Sieg bei einem internationalen Wettbewerb. Bei den Nordischen Skiweltmeisterschaften 1987 in Oberstdorf sprang er zwar in beiden Springen, kam aber über einen 56. Platz von der Normalschanze und einen 47. Platz von der Großschanze nicht hinaus.
Für die Olympischen Winterspiele 1988 in Calgary wurde er trotzdem erneut nominiert und sprang auf der Normalschanze auf den 32. Platz und auf der Großschanze auf den 59. Platz. Im Teamspringen erreichte er gemeinsam mit Horst Bulau, Steve Collins und Todd Gillman den 9. Platz.
Zu den Nordischen Skiweltmeisterschaften 1989 in Lahti stand Richards erneut im kanadischen Team und erreichte auf der Normalschanze den 61. Platz und auf der Großschanze den 47. Platz. Mit der Weltcup-Saison 1989/90 erreichte er mit dem 27. Platz in der Gesamtwertung und mehreren Platzierungen unter den besten Zehn seine beste Saison. Bereits zur Vierschanzentournee 1989/90 konnte er erstmals in die Tournee-Wertung springen und erreichte am Ende den 23. Platz. Bei der Skiflug-Weltmeisterschaft 1990 kam er in Vikersund auf den 41. Platz. Auch die Nordischen Skiweltmeisterschaften 1991 verliefen überraschend besser als die vorherigen Weltmeisterschaften. So erreichte er im Val di Fiemme auf der Normalschanze den 36. und auf der Großschanze den 38. Platz.
Seine aktive Skisprungkarriere beendete Richards mit dem Start bei den Olympischen Winterspielen 1992. In Albertville erreichte er auf der Normalschanze noch einmal den 46. und auf der Großschanze den 43. Platz. Im Teamspringen erreichte er mit dem Team den 14. Platz.

## Erfolge

### Weltcup-Platzierungen
| Saison  | Platz | Punkte |
| ------- | ----- | ------ |
| 1981/82 | 52.   | 06     |
| 1983/84 | 49.   | 13     |
| 1984/85 | 46.   | 10     |
| 1987/88 | 59.   | 07     |
| 1988/89 | 45.   | 09     |
| 1989/90 | 27.   | 38     |
| 1990/91 | 47.   | 08     |